# Celafroin
Cela Froïn (en francès Cellefrouin) és un municipi francès situat al departament del Charente i a la regió de la Nova Aquitània. L'any 2007 tenia 513 habitants. Es troba a la frontera lingüística oriental entre l'occità i la llengua d'oïl.

## Demografia

### Població
El 2007 la població de fet de Cellefrouin era de 513 persones. Hi havia 224 famílies de les quals 53 eren unipersonals (19 homes vivint sols i 34 dones vivint soles), 104 parelles sense fills, 63 parelles amb fills i 4 famílies monoparentals amb fills.
La població ha evolucionat segons el següent gràfic:
Habitants censats

### Habitatges
El 2007 hi havia 363 habitatges, 222 eren l'habitatge principal de la família, 99 eren segones residències i 42 estaven desocupats. 361 eren cases i 1 era un apartament. Dels 222 habitatges principals, 197 estaven ocupats pels seus propietaris, 20 estaven llogats i ocupats pels llogaters i 5 estaven cedits a títol gratuït; 8 tenien dues cambres, 31 en tenien tres, 60 en tenien quatre i 123 en tenien cinc o més. 165 habitatges disposaven pel capbaix d'una plaça de pàrquing. A 92 habitatges hi havia un automòbil i a 110 n'hi havia dos o més.

### Piràmide de població
La piràmide de població per edats i sexe el 2009 era:
| Homes | Edats   | Dones |
| ----- | ------- | ----- |
| 0     | 95 o +  | 4     |
| 0     | 90 a 94 | 4     |
| 12    | 85 a 89 | 4     |
| 4     | 80 a 84 | 12    |
| 20    | 75 a 79 | 24    |
| 12    | 70 a 74 | 8     |
| 20    | 65 a 69 | 16    |
| 28    | 60 a 64 | 12    |
| 12    | 55 a 59 | 16    |
| 16    | 50 a 54 | 8     |
| 8     | 45 a 49 | 12    |
| 12    | 40 a 44 | 12    |
| 28    | 35 a 39 | 28    |
| 16    | 30 a 34 | 20    |
| 12    | 25 a 29 | 8     |
| 8     | 20 a 24 | 4     |
| 20    | 15 a 19 | 12    |
| 12    | 10 a 14 | 4     |
| 16    | 5 a 9   | 16    |
| 8     | 0 a 4   | 12    |

## Economia
El 2007 la població en edat de treballar era de 309 persones, 215 eren actives i 94 eren inactives. De les 215 persones actives 193 estaven ocupades (107 homes i 86 dones) i 22 estaven aturades (10 homes i 12 dones). De les 94 persones inactives 48 estaven jubilades, 14 estaven estudiant i 32 estaven classificades com a «altres inactius».

### Ingressos
El 2009 a Cellefrouin hi havia 228 unitats fiscals que integraven 513,5 persones, la mediana anual d'ingressos fiscals per persona era de 12.912 €.

### Activitats econòmiques
Dels 20 establiments que hi havia el 2007, 1 era d'una empresa de fabricació d'altres productes industrials, 7 d'empreses de construcció, 2 d'empreses de comerç i reparació d'automòbils, 1 d'una empresa de transport, 2 d'empreses d'hostatgeria i restauració, 5 d'empreses de serveis, 1 d'una entitat de l'administració pública i 1 d'una empresa classificada com a «altres activitats de serveis».
Dels 7 establiments de servei als particulars que hi havia el 2009, 1 era un taller de reparació d'automòbils i de material agrícola, 1 paleta, 1 guixaire pintor, 3 fusteries i 1 perruqueria.
L'únic establiment comercial que hi havia el 2009 era una botiga de menys de 120 m².
L'any 2000 a Cellefrouin hi havia 42 explotacions agrícoles que ocupaven un total de 1.420 hectàrees.

## Equipaments sanitaris i escolars
El 2009 hi havia una escola elemental integrada dins d'un grup escolar amb les comunes properes formant una escola dispersa.

## Poblacions més properes
El següent diagrama mostra les poblacions més properes.